# 霍弗德克納塔內岩
72°7′S 11°39′E / 72.117°S 11.650°E
霍弗德克納塔內岩（英語：Hovdeknattane Rocks）是南極洲的岩層，位於毛德皇后地的阿斯特里德公主海岸，屬於沃爾塔特山脈的一部分，處於斯凱德紹弗登山以北，由挪威製圖師根據該國探險隊拍攝的測量和空中照片繪入地圖，現時由南極條約體系管理。

## 外部連結
. . United States Geological Survey.   [2012-06-29].